# Elacatinus
Genre
Elacatinus est un genre de poissons de la famille des Gobiidae, regroupant certaines des espèces de gobies, appelés Gobies néon en raison de leurs écailles aux reflets métalliques.

## Liste d'espèces

### SelonITIS
- Elacatinus atronasus (Böhlke & Robins, 1968)
- Elacatinus chancei (Beebe & Hollister, 1933)
- Elacatinus digueti (Pellegrin, 1901)
- Elacatinus evelynae (Böhlke & Robins, 1968) — Gobie nez de requin
- Elacatinus figaro Sazima, Moura & Rosa, 1997
- Elacatinus genie (Böhlke & Robins, 1968)
- Elacatinus horsti (Metzelaar, 1922)
- Elacatinus illecebrosus (Böhlke & Robins, 1968)
- Elacatinus janssi Bussing, 1981
- Elacatinus limbaughi Hoese & Reader, 2001
- Elacatinus louisae (Böhlke & Robins, 1968)
- Elacatinus macrodon (Beebe & Tee-Van, 1928)
- Elacatinus multifasciatus (Steindachner, 1876)
- Elacatinus nesiotes Bussing, 1990
- Elacatinus oceanops Jordan, 1904
- Elacatinus prochilos (Böhlke & Robins, 1968)
- Elacatinus randalli (Böhlke & Robins, 1968)
- Elacatinus saucrus (Robins, 1960)
- Elacatinus tenox (Böhlke & Robins, 1968)
- Elacatinus xanthiprora (Böhlke & Robins, 1968)
- Elacatinus zebrellus (Robins, 1958)

### Autres taxons
Certaines classifications mentionnent :
- Elacatinus gemmatus (considéré par l'ITIS comme l'espèce Tigrigobius gemmatus[2]) ;
- Elacatinus inornatus ;
- Elacatinus jarocho ;
- Elacatinus lori (considéré par l'ITIS comme l'espèce Gobiosoma lori[3]) ;
- Elacatinus pallens (considéré par l'ITIS comme l'espèce Tigrigobius pallens[4]) ;
- Elacatinus pridisi ;
- Elacatinus puncticulatus (considéré par l'ITIS comme l'espèce Gobiosoma puncticulatus[5]) ;
- Elacatinus redimiculus.